# Sainte-Anne, Martinique
Sainte-Anne là một xã thuộc tỉnh hải ngoại Martinique nước Pháp.